# Aulosaphes wellsae
Aulosaphes wellsae är en stekelart som beskrevs av Van Achterberg 1995. Aulosaphes wellsae ingår i släktet Aulosaphes och familjen bracksteklar. Inga underarter finns listade.